# Sumurun

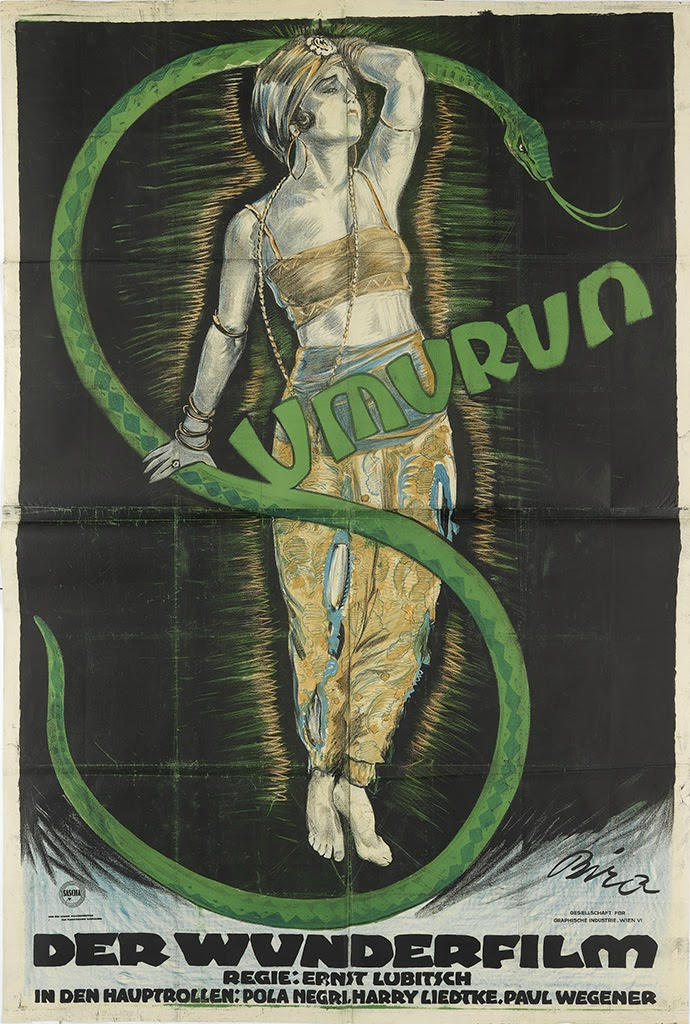
Sumurun, affiche de Mihály Bíró (1920).

Sumurun est un film allemand réalisé par Ernst Lubitsch et sorti en 1920.

## Synopsis
L’esclave favorite d’un cheikh tyrannique tombe sous le charme d’un marchand de tissus. Pendant ce temps, un bouffon bossu souffre d’un amour non partagé avec une danseuse itinérante qui souhaite rentrer dans le harem.

## Fiche technique
- Réalisation : Ernst Lubitsch
- Scénario : Hanns Kräly, Ernst Lubitsch d'après un livre de Richard Rieß
- Musique : Friedrich Hollaender, Victor Hollaender
- Image : Theodor Sparkuhl, Kurt Waschneck
- Durée : 103 minutes
- Date de sortie : 
  - République de Weimar : 1er septembre 1920
  - France : 14 août 1925 (Lille)[1]

## Distribution
- Ernst Lubitsch : Yeggar
- Pola Negri : Yannaia
- Paul Wegener
- Jenny Hasselqvist : Sumurun
- Aud Egede-Nissen : Haidee
- Harry Liedtke : Nur-Al Din